# Чудель
Чудель — село у Вирівській сільській громаді Сарненського району Рівненської області України. Населення становить 2811 осіб.

## Географія
Село розташоване за 16 км на південний схід від районного центру м. Сарни, розкинулось на берегах річки Случ. Місцевість низинна, місцями заболочена. Із східної та північної сторін село оточене лісовим масивом.

## Історія заснування села
Село відоме з 1577 року. Про походження назви села є декілька легенд. Одна з них розповідає, що колись на весні води Случа виходили з берегів, і брали в полон багато будинків, але одна споруда, яка одниноко стояла на пагорбі, в якій жив рибалка, не піддавалась затопленню. Знайомі, прийшовши на відвідини до нього, вигукнули: «Чудове місце!». За легендою, звідси пішла назва Чудель.
Інші вважають, що назва села Чудель походить від прізвища засновника села — Чудлера, правнуки якого володіли землями до XVIII ст.

## Населення
Станом на 1859 рік, Чудель був власницьким селом, тут будувалася дерев'яна православна церква, налічувалося 70 дворів та 503 жителів (250 чоловіків і 253 жінок), з них 492 православних, 6 римо-католиків і 5 євреїв.
У 1976 р. проживало 3356 чоловік, а в 2006 році — 3021 чоловік. На 2007 рік на території Чудля нараховувалося 837 дворів, з них незаселених — 80, новобудов — 32. Населення на 2007 рік — 3082 чоловіки, з них: дітей до 17 років — 1053 чоловік; пенсіонерів — 600 чоловік.
Приріст населення за останні роки збільшився: 1991 рік — народилось 38 чоловік, померло 23 чоловіки; 1995 рік — народилось 34 чоловіки, померло 42 чоловіки; 2000 рік — народилось 41 чоловік, померло 34 чоловіки; 2002 рік — народилось 37 чоловік, померло 45 чоловік;2005 — рік — народилось 41 чоловік, померло 34 чоловіки;2006 рік — народилось 48 чоловік, померло 39 чоловік.
В останні роки демографічна ситуація поліпшилась за рахунок нових молодих сімей і багатодітних сімей: 3-є дітей — 40 сімей, 4-ро дітей — 14 сімей,5-ро дітей — 1 сім'я, 10-ро дітей — 1 сім'я, 11-ро дітей — 1 сім'я.
Корінним і основним населенням Чудля є українці. Крім них проживають: росіяни, білоруси, грузини, молдавани.
За переписом населення 2001 року в селі мешкали 2 983 особи.

### Мова
Розподіл населення за рідною мовою за даними перепису 2001 року:
| Мова       | Відсоток |
| ---------- | -------- |
| українська | 99,00 %  |
| російська  | 0,71 %   |
| молдовська | 0,11 %   |
| білоруська | 0,07 %   |
| румунська  | 0,04 %   |

## Головні споруди в селі

### Церква
На території села знаходиться Свято-Успенська церква. До 1942 року церква знаходилась на правому березі річки Случ (на місці сучасної сільської ради). Церква в ім'я Успіння Пресвятої Богородиці була побудована в середині XVIII століття на кошти парафіян. Побудована була за польським проектом християнського храму з дерева на кам'яному фундаменті, оббита дошками, пофарбована в блакитний колір. Церква мала чотири благодатні ікони, понад 52 десятини землі, лісовий «острів» з шістьма бортями. При церкві діяло церковно-парафіяльне братство, до складу якого входило 12 чоловіків і 12 жінок.
В середині XIX ст. були встановлені церковні дзвони. Перед Першою світовою війною служителі церкви зняли дзвони, щоб зберегти їх від переплавлення на воєнні потреби, і затопили у Виходському озері.
У червні 1942 року (на свято Св. Трійці) село повністю було спалене німецькими окупантами разом з церквою.
5 травня 1990 року громада села почала будівництво нової церкви. 15 липня 1990 року було закладено перший камінь у фундамент майбутнього храму. Новий храм був збудований за О. І. Сульжика. 16 листопада 1991 року вперше задзвонили дзвони, сповіщаючи про освячення храму благочинним отцем Дмитрієв Шандруком на честь Успіня Божої Матері.

### Школа
В середині XIX ст. на березі річки Случ знаходилась школа, яку побудував на свої кошти для сільських дітей єврей Арчик. Серед селян вона називалась Арчикова школа.
На початку XX ст. побудували нову польську чотирирічну цегляну школу. Велика двокімнатна споруда з приміщенням для вчителів і коридором. В школі працювало 2 вчителів, а релігійні уроки проводив місцевий батюшка.
У 1943 році борцями ОУН-УПА на території села Чудель і хутора Дубняки було організовано тимчасові початкові школи з українською мовою навчання.
Навесні 1944 року в село прийшли бійці Червоної Армії, було відбудовано приміщення школи, і у 1945 року школа почала працювати. Спочатку школа була початковою, пізніше стала семирічною.
Керівники школи:
- Станков Ларіон Михайлович
- Думіна М. М.

### Колгосп
Перша спроба створити колективне господарство була у 1939 році. Після війни радянською владою колгосп був відроджений у 1948 році, оскільки селяни чинили опір при вступі до нього. Було засновано два колгоспи: «Нове життя» на території села (голова колгоспу Боротюк Прокіп Іванович), та колгосп «Зірка» на території хуторів Зарів'я і Дубняки (голова — Тишков Купріян Мусійович). В центрі села був побудований колгоспний двір, до якого було зібрані всі речі людей, відправлених на заслання до Сибіру. Існувала стайня на 24 пари коней та 4 пари волів. У 1951 році колгоспи були об'єднані в один «Нове життя», головою якого став Боротюк Прокіп Іванович.
Занепад господарства почався на початку 1980-х років. А 23.03.2000 р. на базі колишнього колгоспу було утворено сільськогосподарське приватне господарство «Нове життя» (власник — Василь Степанович Кардаш), а частину земель колишнього колгоспу розпайовано.

## Постаті
- Мелещук Роман Франекович (1999—2023) — старший солдат Збройних Сил України, учасник російсько-української війни, повний кавалер ордена «За мужність».